# ジョチ・ウルスの両翼体制
モンゴル帝国の後継国家の一つであるジョチ・ウルスは、約3世紀にわたる歴史の大部分において右翼・左翼からなる左右両翼体制であったと内外ともに見なされていた。ただし、ジョチ・ウルスの左右両翼体制がいつごろ成立したのか、両翼はどう呼称されていたか、などの問題について研究者の意見は一致しておらず、今猶未解決の問題が多く残されている。

## 概要
ラシードゥッディーン（1247年-1318年）の編纂した『集史』には、チンギス・カンの長男のジョチには40人近い息子がいると記され、そのうち14人の名前が記録されている。ジョチが亡くなると、彼らは父の領地をそれぞれ相続し、次男のバトゥがジョチの後継者（「ジョチ・ハン」）となった。バトゥの兄のオルダはジョチの長男であったが、バトゥがジョチ・ウルスを治めるハンとなることに同意した。
オルダは3人の弟たちとともにジョチ・ウルス左翼（東部）を支配し、残りの兄弟らはバトゥの下で右翼（西部）を支配した。これらの勢力はペルシア語史書やロシア語史書では「青帳」「白帳」と呼ばれており、また現代の歴史家はそれぞれ「オルダ・ウルス」「バトゥ・ウルス」とも呼称している。現在では、ジョチ・ウルスは東部の「左翼＝青帳ハン国＝オルダ・ウルス」と、西部の「右翼＝白帳ハン国＝バトゥ・ウルス」の左右両翼から成り立っていたと考えられている。
色と方角を組み合わせるという発想はスラブ人、トルコ人、モンゴル人などユーラシア大陸の草原に住まう民族に共通のもので、一説には右翼＝西部＝白/左翼＝東部＝青（モンゴル人は一般に南を前にするため、右＝西/左＝東となる）という対応も中国の四神の影響を受けているのではないかと言われている。ただし、「白帳」と「青帳」は史料や研究者によって定義が異なるため、書籍によっては右翼＝青帳、左翼＝白帳とされていることもあり、注意が必要である。

## 帳（オルダ）の色
ジョチ・ウルスの両翼を「白帳」「青帳」と呼ぶ史書で最も有名なのがティムール朝で編纂された『ムイーン史選』で、この史書はトクタ・ハンの時代以降にジョチ・ウルスが左右両翼に分かれ、東部＝左翼の「白帳」をノガイの子孫が、西部＝右翼の「青帳」をトクタ・ハンの子孫が、それぞれ治めたとする。しかし、『ムイーン史選』は君主の系譜について誤りが多く、その内容をそのまま鵜呑みにはできいことが指摘されている。代わって、近年注目されているのが『チンギズ・ナーマ』の記述で、この史書はチンギス・カンが「金の入口の白い天幕をサイン・ハン（＝バトゥ）のために、銀の入口の青い天幕をエジェン（＝オルダ）のために、鉄の入口の灰色の天幕をシバンのために建てた」という逸話を伝えている。この逸話自体は史実とは認めがたいものの、『チンギズ・ナーマ』がジョチ家の末裔が治めるヒヴァ・ハン国で編纂されていることから、王家と色の関係については正確な認識を伝えているものと考えられている。
古くは『ムイーン史選』の記述に基づいて「左翼＝白帳」、「右翼＝青帳」とみなす説が主流であったが、現在では『チンギズ・ナーマ』やその他の史料に基づいて「左翼＝青帳」、「右翼＝白帳」とみなす説が一般的である。

### 「青帳（kök orda）」
先述したように、「青帳」はジョチの死後にオルダを中心とする4人の兄弟が形成した、ジョチ・ウルス左翼＝オルダ・ウルスを指す名称であると考えられている。
「青帳」に関する記述は「白帳」に比べて少なく、前述の『ムイーン史選』や『チンギズ・ナーマ』を除けばロシア年代記で2度言及されているに過ぎない。1度目はロシア暦6885年（1377年）、ピャナ河の戦いの直前に「青帳（Синяя Орда）からアラブシャーという王子がヴォルガのママイ・オルダの下に来た」と記す『ニコン年代記』第11巻の記述。2度目は1395年にティムールがキプチャク草原に侵攻してきた時のことを記す中で、ティムルールが「東方、青帳」からやってきたと記される。なお、ルーシ諸公国にとって「青帳」はヴォルガ川の先にある勢力という認識があったようで、「ヤイク川（ヴォルガ川）の向こうのオルダ」という表現もみられる。

### 「白帳（aq orda）」
前述したように、「白帳」はジョチの死後にオルダ・ウルスを形成した5人の王子を除く、残りの王子たちがバトゥを長として形成したウルスを指す名称であると考えられている。ただし、左翼＝オルダ・ウルスと違って「右翼」に属する王子たちの名前が具体的に挙げられているわけではないため、「白帳」が最初から「右翼」の呼称であったかについては議論がある。
「青帳」に比べ、「白帳」に言及する史料は多いが、その中でも詩人のクトゥブがティーニー・ベク・ハンの妃に捧げた詩（『ホスローとシーリーン』）の中でバトゥ・ウルスを指して「白帳（aq orda）」と呼称するのが最も古い用例である。ルーシ年代記おける言及は青帳に比べて遅く、 後述するトクタミシュの勅令の訳を除けば『ウスチュグ年代記』の1481年條に「アフマト帝の白帳（Бeлaя Бeжa）」とあるのが初出とされる。
また、『チンギズ・ナーマ』には先述したように「金の入口の白い天幕」という表現もあり、「金帳」と「白帳」という呼称が密接な関係を有していたことが示唆される。また、トクタミシュがポーランド大公に出した勅令はウイグル文字テュルク語で書かれた原文とロシア語訳が残っているが、テュルク語原文で「大（ウルグ）ウルス」と記される箇所が、「白帳（Бeлaя Орда）」と訳されており、これがロシア語による表記としてはこれが最も古い例になる。これらの用例から、「白帳」はバトゥ・ウルスもしくはジョチ・ウルス全体を指す用語として用いられていたと考えられる。

## 歴史

### 青帳の歴史
オルダ・ウルス＝青帳の歴史は、その立地上モンゴル高原本土や中央アジアの動向に強い影響を受けたことが特徴として挙げられる。オルダ・ウルスの創始者たるオルダにしても、外征における活躍は少ないが帝位をめぐる内紛において積極的に活動していたことが記録されている。
1260年代にオゴデイ家のカイドゥが自立を始めた時、これを最初に支援したのはオルダ・ウルス当主のコニチであった。しかし、カイドゥはコニチの予想をはるかに越えて勢力を拡大し、コニチの跡を継いだバヤンの時代にはカイドゥの支援を受けたクペレクが叛乱を起こすに至った。バヤンは大元ウルスやバトゥ・ウルスのトクタ・ハンの助けを得てクペレクの叛乱を鎮圧したものの、この戦乱を通じて青帳は弱体化し白帳に隷属する状態に陥ったものとみられ、先述した『ムイーン史選』はこの頃に「白帳（実際には青帳）」が成立したとする。
14世紀半ばには、さらに弱体化したオルダ・ウルスではオルダ家が断絶し、これに代わってジョチの十三男のトカ・テムルの子孫がハンの地位につくようになった。1370年代、トカ・テムル家出身のオロス・ハンはオルダ・ウルスを再統一して勢力を拡大し、一時的にバトゥ・ウルスの首都サライを占領するに至った。ティムールの支援を受け、オロス・ハンを打倒して即位したトクタミシュもまた西方の白帳に出兵し、1380年代にはついに左右両翼の再統一を実現した。
ところが、トクタミシュはこれまで同盟関係にあったティムールと敵対したことで没落し、ジョチ・ウルスの再統合は顧挫した。トクタミシュの没落後、オロス・ハンの孫のバラクが青帳を取りまとめたが、年代には北方シバン家のアブル＝ハイル・ハンが南下し青帳を征服した。しかし、アブル＝ハイルの死後その勢力は瞬く間に互解し、その後継者たちはさらに南下してマーワラーアンナフルを占頭し、ウズベク・ハン国（シャイバーニー朝）を建国した。一方、バラクの子孫たちもアブル＝ハイルの死後に自立し、この勢力はカザフ・ハン国と呼ばれた。最終的に、オルダ・ウルス＝青帳はウズベク・ハン国とカザフ・ハン国に分割される形で解体し、これらの勢力は現代のウズベキスタン、カザフスタンの原型となった。

### 白帳の歴史
バトゥ・ウルス＝白帳の歴史は、他のモンゴル系勢力よりもモスクワ＝ロシア、リトアニアに代表されるヨーロッパ諸国と密接な関係を有していたことが特徴として挙げられる。
ジョチの死後、その後継者となったバトゥは1230年代から1240年代にかけてヨーロッパ遠征を行い、現ロシア南部の広大な草原地帯をバトゥ・ウルスの支配下に組み込み、またルーシ諸公国を間接支配下に置いた。1280年代から1290年代にかけてはドニエブル川方面に領地を持つ「右翼の」ノガイが大きな勢力を有し、バトゥ・ウルスの君主選定に携わるほどの権勢を有していたが、トクタ・ハンとの対立の末に年に没落した。ノガイの没落によってジョチ・ウルス右翼の再編が行われ、『ムイーン史選』はこの頃、「青帳（実際には白帳）」が成立したとする。
ベルディ・ベク・ハンの治世以後、白帳ではバトゥ家の王統が断絶してしまい、バトゥ・ウルスでは数十人のハンが乱立する「大紛乱（эамятня беликая）」時代に陥った。この頃、傀儡ハンを擁立するキヤト氏のママイとシバン家が勢力を拡大し、東方の「青帳」君主オロス・ハンと争った。1380年代にはトクタミシュによってジョチ・ウルスが再統一されたが、1390年代には早くもジョチ・ウルスの統一は瓦解し、バトゥ・ウルスは諸勢力が乱立する混乱した時代に逆戻りした。
この頃台頭してきたのはマングト部のエディゲで、エディゲはかつてのママイのようにかわるがわる傀儡ハンを擁立し、トクタミシュの遺児たちと争った。1419年に両者が共倒れした間隙をついて即位したのがトクタミシュの近縁に当たる大ムハンマドであったが、大ムハンマドにはもはや白帳全体を支配する実力はなく、大ムハンマドのように首都サライ周辺しか支配することができなくなったバトゥ・ウルス宗主の勢力は「大オルダ」と呼ばれる。
大ムハンマドは1437年に小ムハンマドに敗れて北遷し、カザンを首都とするカザン・ハン国を建国し、その息子の一人カースィムはモスクワの傀儡国家たるカシモフ・ハン国を建国した。大ムハンマドを打倒して「大オルダ」君主となった小ムハンマドであったが、やはり白帳全体を掌握することはできず、その子孫の一派は「アストラハン・ハン国」と呼ばれた。また、同時期にクリミア地方では上記の諸勢力に対抗して大ムハンマドの甥にあたるハージー・ギレイが現地の有力諸部族によって推戴され、クリミア・ハン国を形成した。以上のように、白帳は諸ハン国に分裂していったが、このような「ハン国」という概念はロシア中心史観の影響を強く受けており、「タタール人」自身の歴史観を反映していないと近年指摘されている。
白帳から分裂していった諸ハン国はモスクワ＝ロシアによって次々と併合され、かつてテュルク系遊牧民が闊歩した草原地帯にもロシア人が次々と進出した。白帳の系譜を継ぐ集団は現在、ウズベキスタンやカザフスタンのように独立国家を形成するには至っていないが、タタールスタン共和国（カザン・ハン国の後身）、クリミア共和国（クリミア・ハン国の後身）といった形で存続している。

## 右翼ウルス
上述したように「ジョチ・ウルスは右翼・左翼からなる左右両翼体制であった」ことは同時代の記録に見える確かな事実である。一方で、モンゴル帝国とその後継国家では通常「右翼・左翼・中央からなる三極体制」であることが基本であり、ジョチ・ウルスも本来は「三極体制」であったのではないか、という指摘が古くからなされてきた。近年では、日本人研究者の赤坂恒明がジョチの子息たちの内、タングト・ボアル・チンバイの系統がバトゥ・ウルス/オルダ・ウルスとは別個に「右翼ウルス」を形成していたのではないか、とする説を提唱している。
赤坂の説では、最初の右翼ウルスの支配者はジョチの六男タングトであったと想定される。ジュヴァイニーの『世界征服者の歴史』はモンゴル帝国のルーシ・東欧遠征に従軍した指揮官を述べる箇所で、ジョチ家の王族からはバトゥ、オルダ、タングトら3名が参加したと記している。オルダは言うまでもなく左翼の将であり、バトゥが遠征軍全体の司令官であることを踏まえると、ルーシ・東欧遠征においてタングトは右翼の将として従軍したと考えられる。また、『集史』「オゴデイ・カアン紀」にはジョチ・ウルスを訪れたクルクズ（モンゴル帝国のイラン総督）が「タングトを訪れ、その後ホラズム経由でホラーサーンに帰還した」との記述がある。この記述からは、(1)クルクズがわざわざ立ち寄らざるを得ないほど、タングトがバトゥから自立した一個の勢力を有していたこと、(2)タングトの遊牧地がキプチャク草原からホラズムを経由してホラーサーンに向かう途上にあったこと、の2点がわかる。以上の点から、赤坂恒明はタングトが中央ウルス（＝バトゥ・ウルス）、左翼ウルス（＝オルダ・ウルス）に並ぶ「右翼ウルス」の当主であり、その遊牧地はホラズム地方の西方に当たるマンギシュラク地方～エンバ川流域（初期のジョチ・ウルスの中では西方＝右翼に当たる領域）に存在していた、と結論付けた。
しかし、何らかの理由でタングトの家系は右翼ウルスの代表者としての地位を失い、これを継承したのがジョチの十男チンバイとその後裔とみられる。『集史』ジョチ・ハン紀によると、チンバイにはヒンドゥとトゥドゥズという息子がおり、ヒンドゥの息子のイェグは「チンバイの死後、まる2年間、君主として統治した」という。この記述からはチンバイ-イェグという家系が独自の勢力を有する君主であったことが窺える。更に、イェグの息子のタカチュもまた「自らのウルスを支配」しており、「トクタ・ハンによって処刑された」と伝えられる。以上のように、チンバイ-イェグ-タカチュらが「君主として」「支配するウルス」は、従来より知られる中央ウルス（＝バトゥ・ウルス）、左翼ウルス（＝オルダ・ウルス）に並ぶ「右翼ウルス」であると考えられている。
一方、「右翼の将」として名高い同時代のノガイ（ジョチの七男ボアルの孫）は史料上で「ウルスの君主」と言及されることは一切なく、チンバイ家は右翼ウルスの本家筋、ノガイは右翼ウルスの中でも新興の家系という関係であったとみられる。ノガイは最終的にトクタ・ハンと争って没落しており、タカチュが「トクタによって処刑された」というのもトクタとノガイの争いに巻き込まれた結果であり、この時「右翼ウルス」はトクタによって解体されたものとみられる。これを裏付けるように、『ムイーン史選』はトクタの治世からジョチ・ウルスが「右翼＝バトゥ・ウルス＝青帳」と「左翼＝オルダ・ウルス＝白帳」に分裂するようになったという逸話を伝えている。
ただし、トクタの時代に「右翼ウルス」が解体された後もチンバイ家はバトゥ家やオルダ家にも並ぶ高貴な家系であるとみなされていたようで、ウズベク・ハンによってマムルーク朝のナースィル・ムハンマドに嫁がされたトルンバイは先述のタカチュの娘であると伝えられている。